# 理查德·墨菲
理查德·墨菲（英語：Richard Murphy，1931年11月14日—），美国男子赛艇运动员。他曾代表美国参加1952年夏季奥林匹克运动会赛艇比赛，获得男子八人单桨有舵手金牌。